# Partnerstwo-Odra

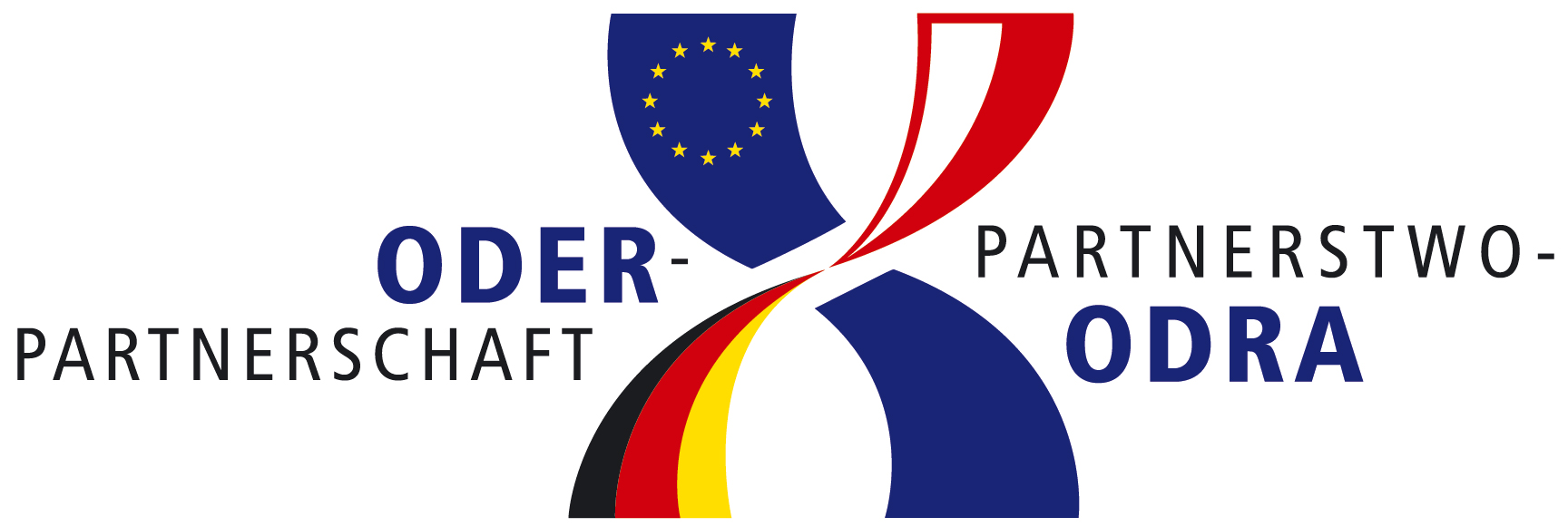
Logo Partnerstwa-Odra

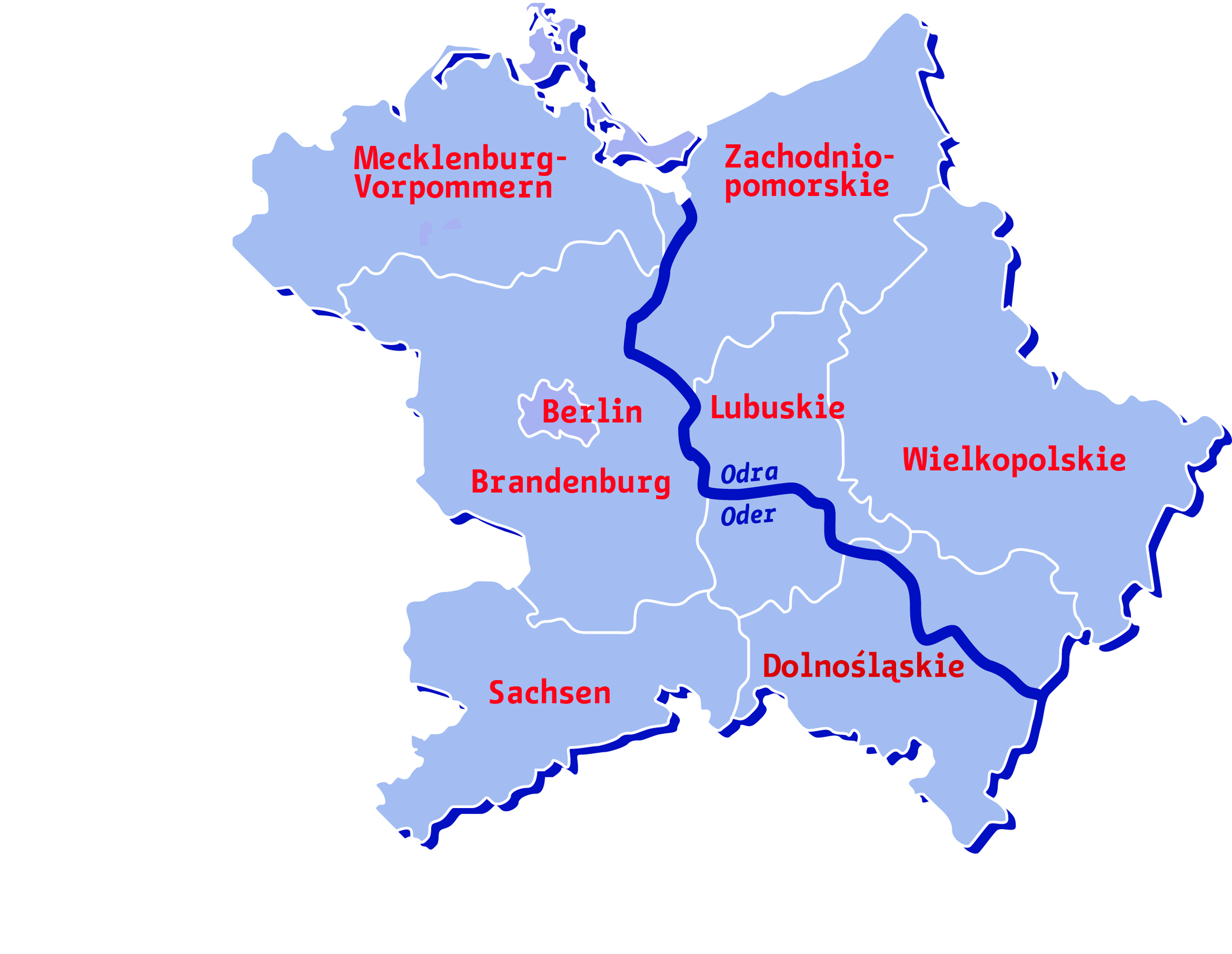
Mapa Partnerstwa-Odra

Partnerstwo-Odra (niem. Oder-Partnerschaft) – utworzona w roku 2006 nieformalna sieć kooperacyjna czterech zachodnich województw Polski oraz czterech wschodnioniemieckich krajów związkowych. Służy ono pogłębieniu powiązań politycznych, gospodarczych i infrastrukturalnych między regionami po obu stronach Odry i Nysy Łużyckiej. Głównym celem, opartej na projektach współpracy w dziedzinach: gospodarki, turystyki, transportu i infrastruktury oraz nauki i badań naukowych, platformy jest wzmacnianie sprawności gospodarczej regionów wzdłuż granicy polsko-niemieckiej.
Partnerami kooperacyjnymi Partnerstwa-Odra po stronie polskiej są województwa: dolnośląskie, lubuskie, wielkopolskie oraz zachodniopomorskie, a po stronie niemieckiej kraje związkowe: Berlin, Brandenburgia, Meklemburgia-Pomorze Przednie oraz Saksonia. Oprócz tego do pracy w sieci włączone są wielkie miasta uczestniczących województw, tzn. trzy metropolie Polski zachodniej: Poznań, Szczecin i Wrocław oraz oba miasta wojewódzkie lubuskiego: Gorzów Wielkopolski i Zielona Góra. Poza tym Partnerstwo-Odra również ściśle współpracuje z Komitetem ds. Gospodarki Przestrzennej Polsko-Niemieckiej Komisji Międzyrządowej ds. Współpracy Regionalnej i Przygranicznej.
Strategiczne wytyczne pracy sieci kooperacyjnej ustalają premierzy, marszałkowie, wojewodowie oraz prezydenci miast z uczestniczących regionów w ramach szczytów politycznych, które odbywają się na zmianę w Polsce i w Niemczech.
Dotychczas odbyły się: jedna konferencja inauguracyjna oraz pięć szczytów politycznych:
- konferencja inauguracyjna, dn. 5 czerwca 2006 r. w Berlinie, pod tytułem „Sąsiedzi, Partnerzy, silny Region”[7][8][9]
- pierwsze polityczne spotkanie na szczycie 5 listopada 2008 r. w Poznaniu[10][11]
- drugie polityczne spotkanie na szczycie 13 stycznia 2010 r. w Poczdamie[12][13]
- trzecie polityczne spotkanie na szczycie 26-27 października 2010 r. w Szczecinie[14][15][16]
- czwarte polityczne spotkanie na szczycie 20-21 listopada 2012 r. w Greifswaldzie[17][18][19][20]
- piąte polityczne spotkanie na szczycie 12-13 stycznia 2016 r. we Wrocławiu[21][22][23][24][25]

Do najważniejszych rezultatów dotychczasowej współpracy należą: mapa „Rozwój ponadregionalnej infrastruktury transportowej w obszarze Partnerstwa Odry”, wspólna promocja turystyczna uczestniczących regionów na rynkach pozaeuropejskich oraz polepszenie w zakresie transgranicznego regionalnego transportu kolejowego, co jest przedmiotem pracy Okrągłego Stołu Komunikacyjnego Partnerstwa-Odry pod kierunkiem Związku Komunikacyjnego Berlin-Brandenburgia (VBB).